# Método de Condorcet
El método de Condorcet es un sistema de votación para elegir a una persona entre un grupo de candidatos. Los votantes ordenan de mayor a menor preferencia a los candidatos. Hay muchos métodos diferentes que cumplen la condición para ser considerados métodos de Condorcet. El nombre viene de su inventor, Marie Jean Antoine Nicolas Caritat, el Marqués de Condorcet, un matemático y filósofo del siglo XVIII. Ramon Llull diseñó un método que cumple el criterio de Condorcet en 1299 pero su método se basaba en un procedimiento iterativo, en lugar de marcar la preferencia de los candidatos en una papeleta.

## Resumen
- Ordenar los candidatos por orden de preferencia. Se permite el empate, es decir, dar la misma preferencia a dos candidatos si no se tiene especial interés por alguno de ellos.
- Comparar cada candidato en la papeleta con cada uno del resto. El que tenga mayor preferencia se anota un punto.
- Sumar las victorias de cada candidato. El candidato que haya ganado a cada candidato más veces de las que ha perdido es el preferido y gana la elección.
- En caso de empate, usar uno de los métodos descritos más abajo.

Una particularidad interesante de este método es que es posible que gane un candidato que no haya sido el preferido de ningún votante. El método de Condorcet elige un candidato de compromiso, que a la mayor parte de las personas no les disgusta, aunque no sea su favorito.

## Definición
Un método de Condorcet es un sistema de voto que siempre elige el ganador de Condorcet, es decir, el candidato al que los votantes prefieren ante el resto de candidatos, cuando se los compara de uno en uno. El ganador se puede encontrar haciendo series de comparaciones entre dos candidatos, de la manera descrita más adelante en este artículo. Un sistema de voto que siempre elige el ganador de Condorcet cuando lo hay es un sistema que satisface el criterio de Condorcet.
Puede darse el caso de que no exista el ganador de Condorcet. Esto puede ocurrir si hay una especie de empate, una dependencia cíclica. En este caso, la manera de encontrar al ganador de la elección varía entre los métodos de Condorcet. Algunos métodos siguen el procedimiento básico descrito más abajo y definen un método alternativo en caso de no existir el ganador de Condorcet. Otros métodos cuentan los votos de una manera completamente diferente, pero se les considera métodos de Condorcet porque eligen el ganador de condorcet siempre que este exista.
No todos los sistemas de votos en los que se escriben en orden de preferencia a los candidatos y se elige a uno son métodos de Condorcet. Por ejemplo, ni "instant-runoff" ni el recuento Borda satisfacen el criterio de Condorcet.

## Procedimiento básico

### Voto
En unas elecciones en las que se usa el método de Condorcet el votante ordena la lista de candidatos en función de sus preferencias. Por ejemplo, puede poner un '1' a su candidato favorito, un '2' al segundo preferido y así sucesivamente. Hasta aquí, es lo mismo que una elección "instant runoff voting", el recuento de Borda o el Voto Único Transferible. Algunos métodos de Condorcet permiten a los votantes dar a varios candidatos la misma preferencia. Cuando un votante deja en blanco a algunos de los candidatos, se entiende que prefiere a los que ha votado frente a los que no ha opinado. Sin embargo, normalmente el software diseñado para contar los votos usando el sistema de Condorcet no suele soportar esta opción, y es necesario rellenar la lista, por ejemplo poniendo los candidatos en blanco como última preferencia.

### Averiguar el vencedor
A la hora de contar, se enfrenta a cada candidato con el resto como si se hubiera enfrentado uno a uno en muchas elecciones. El ganador de cada pareja es el candidato preferido de la mayoría de los votantes. De entre dos candidatos, el preferido de cada votante es aquel que tiene un número menor en su papeleta. Por ejemplo, si comparamos a Alicia con Juan, es necesario contar el número de votantes que prefieren a Alicia frente a Juan y el número de votantes que prefieren a Juan frente a Alicia. Si Alicia es preferida por más votantes, ella es la ganadora del enfrentamiento. Para ganar la elección, un candidato tiene que ganar todos los enfrentamientos uno a uno. Como se explicó anteriormente, si esto no fuera así, es necesario usar un método que deshiciera el empate. Este mecanismo es específico de cada método de Condorcet.

### Conteo de votos mediante matrices
Normalmente en una elección de Condorcet, los votos se cuentan, y los resultados se muestran, en forma matricial, como las mostradas más abajo. En estas matrices, cada fila representa cada candidato como "contendiente" y cada columna representa cada candidato como "oponente". Cada elemento de la matriz muestran el número de veces que el "contendiente" gana al "oponente". La diagonal principal queda en blanco porque no se puede comparar a un candidato consigo mismo.
Por ejemplo, imaginemos que hay una elección entre 4 candidatos: Alicia, Juan, Pedro y María. Supongamos que un votante rellena la papeleta de la siguiente manera:
| Alicia | 3 |
| Juan   | 1 |
| Pedro  | 2 |
| María  | 4 |

Es decir, su candidato preferido es Juan, Pedro no le disgusta, Alicia le parece peor y María es la peor opción. Ese voto se convierte en  matriz, de manera que un 1 quiere decir que prefiere al "contendiente" y un 0 que prefiere al "oponente":
|                         |        | Oponente |       |   |   |
| Alicia                  | Juan   | Pedro    | María |   |   |
| C o n t e n d i e n t e | Alicia | —        | 0     | 0 | 1 |
| C o n t e n d i e n t e | Juan   | 1        | —     | 1 | 1 |
| C o n t e n d i e n t e | Pedro  | 1        | 0     | — | 1 |
| C o n t e n d i e n t e | María  | 0        | 0     | 0 | — |

Estas matrices son muy útiles porque para obtener el resultado general de las votaciones solo hay que sumar todas las matrices de cada voto. Supongamos que hay otros dos votantes, cuyas preferencias son: (María, Alicia, Pedro, Juan) y (Alicia, Pedro, Juan, María). Si convertimos a matriz los tres votos y los sumamos obtenemos la siguiente matriz:
|                         |        | Oponente |       |   |   |
| Alicia                  | Juan   | Pedro    | María |   |   |
| C o n t e n d i e n t e | Alicia | —        | 2     | 2 | 2 |
| C o n t e n d i e n t e | Juan   | 1        | —     | 1 | 2 |
| C o n t e n d i e n t e | Pedro  | 1        | 2     | — | 2 |
| C o n t e n d i e n t e | María  | 1        | 1     | 1 | — |

En verde se ha resaltado quién gana más encuentros de los contendientes. Como Alicia tiene toda la fila en verde (es decir, en todos los casos hay dos votantes que la prefieren al resto de candidatos cuando lo miramos candidato a candidato) ella es la ganadora de Condorcet. Podría haberse dado el caso de que no hubiera ganador de Condorcet, en cuyo caso se usa un método alternativo que complete la elección. Por ejemplo, el método Schulze usa la información en esa matriz para decidir el ganador. En términos matemáticos estrictos, en lugar de guiones ('—') deberíamos haber escrito '0', pero para estos ejemplos un guion es mucho más claro.

## Ejemplo
Vamos a ver ahora un ejemplo algo más complejo. Imaginemos que los habitantes de Tennessee, un estado de Estados Unidos quiere elegir su capital. Las cuatro ciudades más grandes de Tennessee son las candidatas. Imaginemos que todo el electorado quiere que la capital sea la ciudad en la que viven, o que esté lo más cerca posible a su ciudad. Las ciudades candidatas son:
- Memphis La ciudad más grande, con el 42% de los votantes pero muy lejana del resto de las ciudades.
- Nashville con el 26% de los votantes.
- Knoxville con el 17% de los votantes.
- Chattanooga con el 15% restante.

Las preferencias de los votantes son las siguientes:
| 42% de los votantes (cercanos a Memphis)            | 26% de los votantes (cercanos a Nashville)          | 15% de los votantes (cercanos a Chattanooga)        | 17% de los votantes (cercanos a Knoxville)          |
| --------------------------------------------------- | --------------------------------------------------- | --------------------------------------------------- | --------------------------------------------------- |
| 1. Memphis 2. Nashville 3. Chattanooga 4. Knoxville | 1. Nashville 2. Chattanooga 3. Knoxville 4. Memphis | 1. Chattanooga 2. Knoxville 3. Nashville 4. Memphis | 1. Knoxville 2. Chattanooga 3. Nashville 4. Memphis |

Para encontrar el ganador de Condorcet, cada ciudad candidato ha de ser enfrentada con el resto de candidatos en batallas imaginarias uno a uno. En cada emparejamiento, la ciudad ganadora es la candidata preferida por la mayoría de los votantes. Los resultados de cada emparejamiento son los siguientes:
| Pareja                                | Ganador     |
| ------------------------------------- | ----------- |
| Memphis (42%) vs. Nashville (58%)     | Nashville   |
| Memphis (42%) vs. Chattanooga (58%)   | Chattanooga |
| Memphis (42%) vs. Knoxville (58%)     | Knoxville   |
| Nashville (68%) vs. Chattanooga (32%) | Nashville   |
| Nashville (68%) vs. Knoxville (32%)   | Nashville   |
| Chattanooga (83%) vs. Knoxville (17%) | Chattanooga |

La matriz de resultados es la siguiente:
|                  |                  | A               | A               | A               | A               |
|                  |                  | Memphis         | Nashville       | Chattanooga     | Knoxville       |
| ---------------- | ---------------- | --------------- | --------------- | --------------- | --------------- |
| B                | Memphis          |                 | [A] 58% [B] 42% | [A] 58% [B] 42% | [A] 58% [B] 42% |
| B                | Nashville        | [A] 42% [B] 58% |                 | [A] 32% [B] 68% | [A] 32% [B] 68% |
| B                | Chattanooga      | [A] 42% [B] 58% | [A] 68% [B] 32% |                 | [A] 17% [B] 83% |
| B                | Knoxville        | [A] 42% [B] 58% | [A] 68% [B] 32% | [A] 83% [B] 17% |                 |
| Resultado final: | Resultado final: | 4ª              | 1ª              | 2ª              | 3ª              |

- [A] indica votantes que prefieren a la candidata de la columna a la de la fila.
- [B] indica votantes que prefieren a la candidata de la fila a la de la columna.

Como vemos en las dos tablas anteriores, Nashville gana a cualquier otra candidata cuando se les enfrenta uno a uno. Por tanto, Nashville es la ganadora de Condorcet. Cualquier método de Condorcet daría a Nasville como ganadora. Si hubiéramos usado el sistema de voto por mayoría simple hubiera ganado Memphis, aunque el 58% de los votantes cree que es la peor opción. Instant run-off hubiera dado como ganador a Knoxville.

## Dependencias circulares
Como se mencionó anteriormente, puede darse el caso de que una elección no tenga un ganador de Condorcet porque no haya ningún candidato preferido al resto por los votantes. Esta situación se llama 'dependencia circular', 'empate circular' o 'ambigüedad circular'. Ocurre cuando, una vez se han contado todos los votos, las preferencias de los votantes con algunos candidatos hacen un círculo, en el cual todos los candidatos son ganados por al menos otro candidato. Por ejemplo, si hay tres candidatos (Alicia, Bárbara y Carlos) no habrá ganador de Condorcet si los votantes prefieren a Alicia antes que a Bárbara, a Bárbara sobre Carlos pero, a la vez, a Carlos antes que a Alicia. Dependiendo del contexto de la elección, los empates circulares pueden no ser muy frecuentes. Aun así, siempre está la posibilidad de que exista una ambigüedad, por lo que todos los métodos de Condorcet han de ser capaces de hallar un ganador si esto ocurre. El mecanismo que deshace el empate se denomina 'resolución de la ambigüedad' o 'método que completa a Condorcet'.
Las ambigüedades circulares pueden surgir como resultado de la paradoja de las votaciones: El resultado de una elección puede ser intransitivo (hacer un círculo) aunque cada votante individual expresara una preferencia transitiva. En una elección de Condorcet es imposible que las preferencias de un solo votante sean cíclicas, porque ha de ordenar a los candidatos.
Normalmente, en las elecciones suele haber un único eje en el espectro político. Esto quiere decir que cada candidato puede ser definido por su posición en una línea recta como, por ejemplo, la línea que va desde los votantes de extrema derecha a los de extrema izquierda, estando los candidatos centristas en el medio. Cuando este tipo de espectro se da suele haber un ganador de Condorcet, generalmente un candidato de centro.
En los métodos de Condorcet, como en la mayor parte de los sistemas electorales, existe la posibilidad de un empate normal. Esto ocurre cuando dos o más candidatos empatan entre ellos, pero ganan a cualquier otro candidato. Como en otros sistemas, esto se suele resolver con algún método aleatorio.

## Métodos de resolución de dependencias circulares
El método que resuelve las ambigüedades circulares es lo que distingue los métodos de Condorcet entre sí. Teóricamente, hay infinidad de maneras de resolver dichos empates. Sin embargo, cada método de resolución implica ignorar ciertas opiniones expresadas por los votantes en algunos de los emparejamientos. 

### Sistemas con dos métodos
Una familia de métodos de Condorcet consiste en sistemas que realizan una serie de comparaciones uno a uno y, si no hay un ganador de Condorcet, recurren a un método totalmente diferente para hallar al ganador. Los métodos más simples consisten en olvidar las comparaciones uno a uno si no se encuentra un ganador de Condorcet. Por ejemplo, el método de 'Black' recurre al recuento Borda si existen ambigüedades al hallar el ganador de Condorcet. Su nombre hace honor a su inventor, Duncan Black.
Un proceso más sofisticado hace que, si hay una dependencia circular, usar un sistema de voto aparte para encontrar el ganador, restringiendo el número de candidatos de esta segunda vuelta a aquellos que forman el círculo. Esta restricción forma un conjunto que contendrá únicamente el ganador de Condorcet si lo hay y contendrá siempre al menos un candidato. Entre estos conjuntos están:
- Conjunto de Smith  El conjunto menor de candidatos en una elección de manera que candidato en el conjunto pueda ganar a todos los candidatos que están fuera del conjunto. Es fácilmente demostrable que este conjunto es único en cada elección.
- Conjunto de Schwartz: Este es el menor conjunto de candidatos invictos, y suele ser el mismo que el conjunto de Smith. Se define como la unión de todos los posibles conjuntos de candidatos en los que, para todos los conjuntos:
  1. Todos los candidatos en el conjunto ganan o empatan a cualquier candidato fuera del conjunto.
  2. Ningún subconjunto menor cumple la primera propiedad.
- Conjunto de Landau (o conjunto de Fishburn)  El conjunto de candidatos de manera que gana al resto de candidatos (incluidos aquellos que están en el conjunto) o gana a un tercer candidato que gana a este.

Un método posible es usar votación preferencial a los candidatos en el conjunto de Smith. Este método se denomina 'Smith/IRV'.

### Otros sistemas
Existen  otros métodos cuyos procedimientos que no usan un sistema totalmente diferente. La mayor parte de ellos usan los resultados de los enfrentamientos uno a uno para determinar el ganador de las elecciones. Entre ellos:
- Método de Copeland  Este método elige al candidato que gane el mayor número de enfrentamientos uno a uno. Suele dar empates.
- Métod Kemeny-Young  Ordena las preferencias del más popular al menos popular.
- Minimax  También conocido como método 'Simpson' o  'Simpson-Kramer', este método elige al candidato cuyo peor emparejamiento es mejor que el del resto de los candidatos. Una mejora de este método restringe a escoger al ganador de entre los candidatos que quedan en el conjunto de Smith, también conocido como 'Smith/Minimax'.
- Ranked Pairs
- Método Schulze  va eliminando las derrotas más ajustadas hasta que la ambigüedad se resuelve.

#### Ranked Pairs
El método 'Ranked Pairs' ordena las derrotas de más contundente a más suave. Luego, cada derrota se considera, empezando con la derrota más clara. Las derrotas se "afirman" (o "bloquean") únicamente si no crean una dependencia cíclica con las derrotas que ya han sido confirmadas. Una vez se ha acabado, se mantienen las derrotas "bloqueadas" para determinar el ganador de elección. En resumen, "Ranked Pairs" elige a la preferencia de la mayoría, como reflejo de que la alternativa preferida por la mayoría ha de superar a la alternativa menos preferida por la mayoría, siendo el peso de esta evidencia dependiente del tamaño de la mayoría.

#### Método de Schulze
El método Schulze consiste en:
1. Averigüar el conjunto de Schwartz (el menor conjunto de candidatos que no es ganado por nadie fuera del conjunto). Si solo hay un candidato en el conjunto, este es el ganador de Condorcet. Si hay varios miembros pero no hay derrotas entre ellos, entonces hay un empate normal entre ellos.
2. En cualquier otro caso, eliminar la derrota más suave en el conjunto de Schwartz (es decir, aquella ganada por el menor margen). Recalcular el nuevo conjunto de Schwartz y repetir el proceso.

### Fuerza de la derrota
Muchos métodos de emparejamiento, entre ellos, minimax, "Ranked pairs" y el método Schulze, resuelven las ambigüedades circulares basándose en la fuerza relativa de las derrotas. Hay diferentes maneras de medir la fuerza de una derrota, dado que puede tener en cuenta:
- Votos ganadores Número total de votos otorgados al ganador.
- Margen Número de votos otorgados al ganador menos los votos otorgados al perdedor.

Algunas veces, estas dos aproximaciones pueden dar resultados diferentes. Consideremos la siguiente elección:
| 45 votantes | 11 votantes | 15 votantes | 29 votantes |
| ----------- | ----------- | ----------- | ----------- |
| 1. A        | 1. B        | 1. B        | 1. C        |
|             |             | 2. C        | 2. B        |

Los enfrentamientos uno a uno son los siguientes:
- B gana a A, 55 contra 45 (55 votos ganadores, margen de 10 votos)
- A gana a C, 45 contra 44 (45 votos ganadores, margen de 1 voto)
- C gana a B, 29 contra 26 (29 votos ganadores, margen de 3 votos)

Usando la definición de votos ganadores para medir la fuerza de una derrota, la derrota de B por C es la más débil, y la derrota de A por B es la más fuerte. Usando la definición de margen, la derrota de C por A es la más débil, y la derrota de A por B es la más fuerte.
Usando la definición de votos ganadores como fuerza de derrota, el candidato B hubiera ganado siguiendo los métodos minimax, "Ranked Pairs" y el método Schulze. Usando la definición de margen, el candidato C hubiera ganado siguiendo esos tres mismos métodos.
Si todos los votantes dan un orden completo de los candidatos, votos ganadores y margen producen siempre el mismo resultado. La diferencia entre ellos solo aparece cuando algunos votantes dan igual preferencia a ciertos candidatos, o si no dan preferencias a todos los candidatos, como en el ejemplo anterior.
Elegir entre margen y votos ganadores se ha debatido ampliamente. Dado que todos los métodos de Condorcet eligen al ganador de Condorcet si éste existe, la diferencia entre estos métodos solo ocurre cuando hay ambigüedades. Solo los métodos que usan los votos ganadores satisfacen el criterio de pluralidad.

## Conceptos relacionados
Otros conceptos relacionados con el método de Condorcet son:
- Perdedor de Condorcet es aquel candidato que es menos preferido que cualquier otro candidato, si los enfrentamos uno a uno.
- Ganador de Condorcet Débil es aquel candidato que gana o empata a cualquier otro candidato, si los enfrentamos uno a uno. Puede haber más de uno.
- Perdedor de Condorcet Débil es el candidato que es derrotado o empata con cualquier otro candidato, si los enfrentamos uno a uno. También puede haber más de un perdedor de Condorcet débil.

## Estrategias de voto
Como ocurre con la mayoría de métodos de votaciones, los métodos de Condorcet son vulnerables al voto estratégico. Es decir, los votantes pueden evitar que un candidato menos preferido sea elegido subiendo insinceramente la preferencia del resto de candidatos. 
Aun así, los métodos de Condorcet son vulnerables a este tipo de estrategias únicamente si hay una dependencia cíclica. En la votación preferencial también se puede alterar el resultado de la votación si se consigue que el ganador de Condorcet sea eliminado antes de la fase final.
Contrariamente a lo que ocurre en la votación preferencial, los métodos de Condorcet son vulnerables al hundimiento. El hundimiento es una estrategia de voto mediante la cual los votantes ayudan a un candidato más preferido bajando insinceramente la preferencia del candidato rival más directo. De esta manera, se crea una dependencia cíclica falsa. Algunos métodos de Condorcet son menos vulnerables al hundimiento que otros.

## Lugares en los que se usan métodos de Condorcet
Los métodos de Condorcet no se usan en ningún sistema electoral de ningún país del mundo, pero un método de Condorcet conocido como el método Nanson fue usado en unas elecciones para alcalde la ciudad estadounidense de Marquette en Míchigan en la década de 1920. En la actualidad, los métodos de Condorcet se usan en algunas organizaciones privadas, entre ellas:
- Debian, un proyecto de software libre, usa el método Schulze para elegir a su líder y para la toma de ciertas decisiones.
- La organización Software in the Public Interest usa el método Schulze para elegir a los miembros de su junta directiva.
- Gentoo Linux usa el método Schulze.
- El procedimiento de votación de la jerarquía uk.* de Usenet.
- Five-Second Crossword Competition Archivado el 22 de octubre de 2004 en Wayback Machine., la competición de crucigramas hechos en 5 segundos.
- La página Babe Vs Babe de valoración de personas.